# Europees kampioenschap handbal vrouwen 1998
Het 3de Europees kampioenschap handbal vrouwen vond plaats van 11 december tot 20 december 1998 in Nederland. Twaalf landenteams namen deel aan de strijd om de Europese titel. Titelverdediger Denemarken moest genoegen nemen met de tweede plaats in de eindrangschikking.

## Voorronde

### Groep A
| Land       | Wed | W | G | V | DV  | DT  | DS  | Ptn |
| ---------- | --- | - | - | - | --- | --- | --- | --- |
| Oostenrijk | 5   | 4 | 0 | 1 | 134 | 118 | +16 | 8   |
| Hongarije  | 5   | 4 | 0 | 1 | 131 | 109 | +22 | 8   |
| Duitsland  | 5   | 4 | 0 | 1 | 117 | 119 | –2  | 8   |
| Oekraïne   | 5   | 2 | 0 | 3 | 128 | 127 | +1  | 4   |
| Nederland  | 5   | 1 | 0 | 4 | 107 | 121 | –14 | 2   |
| Roemenië   | 5   | 0 | 0 | 5 | 120 | 143 | –23 | 0   |

| 11 december | Oekraïne   | 23 – 16 | Nederland  |
| 11 december | Hongarije  | 28 – 24 | Roemenië   |
| 11 december | Oostenrijk | 24 – 25 | Duitsland  |
| 13 december | Nederland  | 19 – 28 | Hongarije  |
| 13 december | Duitsland  | 28 – 27 | Oekraïne   |
| 13 december | Roemenië   | 24 – 26 | Oostenrijk |
| 14 december | Oekraïne   | 32 – 24 | Roemenië   |
| 14 december | Hongarije  | 21 – 26 | Oostenrijk |
| 14 december | Nederland  | 18 – 19 | Duitsland  |
| 16 december | Hongarije  | 25 – 18 | Duitsland  |
| 16 december | Oostenrijk | 30 – 24 | Oekraïne   |
| 16 december | Roemenië   | 23 – 30 | Nederland  |
| 17 december | Duitsland  | 27 – 25 | Roemenië   |
| 17 december | Roemenië   | 28 – 24 | Nederland  |
| 17 december | Oekraïne   | 22 – 29 | Hongarije  |

### Groep B
| Land       | Wed | W | G | V | DV  | DT  | DS  | Ptn |
| ---------- | --- | - | - | - | --- | --- | --- | --- |
| Noorwegen  | 5   | 5 | 0 | 0 | 137 | 102 | +35 | 10  |
| Denemarken | 5   | 4 | 0 | 1 | 138 | 115 | +23 | 8   |
| Polen      | 5   | 3 | 0 | 2 | 112 | 110 | +2  | 6   |
| Macedonië  | 5   | 2 | 0 | 3 | 111 | 136 | –25 | 4   |
| Rusland    | 5   | 0 | 1 | 4 | 112 | 128 | –16 | 1   |
| Spanje     | 5   | 0 | 1 | 4 | 107 | 126 | –19 | 1   |

| 11 december | Denemarken | 37 – 21 | Macedonië  |
| 11 december | Noorwegen  | 25 – 20 | Rusland    |
| 11 december | Polen      | 20 – 15 | Spanje     |
| 12 december | Macedonië  | 23 – 27 | Noorwegen  |
| 12 december | Spanje     | 23 – 26 | Denemarken |
| 12 december | Rusland    | 21 – 25 | Polen      |
| 14 december | Denemarken | 27 – 22 | Rusland    |
| 14 december | Noorwegen  | 30 – 19 | Polen      |
| 14 december | Macedonië  | 27 – 22 | Spanje     |
| 16 december | Noorwegen  | 27 – 21 | Spanje     |
| 16 december | Polen      | 21 – 29 | Denemarken |
| 16 december | Rusland    | 23 – 25 | Macedonië  |
| 17 december | Spanje     | 26 – 26 | Rusland    |
| 17 december | Polen      | 27 – 15 | Macedonië  |
| 17 december | Denemarken | 19 – 28 | Noorwegen  |

## Finale ronde

### Halve finales
| 19 december | Noorwegen  | 28 – 14 | Hongarije  |
| 19 december | Oostenrijk | 24 – 35 | Denemarken |

### 11de/12de plaats
| 19 december | Roemenië | 28 – 25 | Spanje |

### 9de/10de plaats
| 19 december | Nederland | 19 – 32 | Rusland |

### 7de/8ste plaats
| 19 december | Oekraïne | 35 – 21 | Macedonië |

### 5de/6de plaats
| 19 december | Duitsland | 23 – 26 | Polen |

### Troostfinale
| 20 december | Hongarije | 30 – 24 | Oostenrijk |

### Finale
| 20 december | Noorwegen | 24 – 16 | Denemarken |

## Eindrangschikking en onderscheidingen

### Eindrangschikking
| Rang   | Team            |
| ------ | --------------- |
| Goud   | Noorwegen       |
| Zilver | Denemarken      |
| Brons  | Hongarije       |
| 4      | Oostenrijk      |
| 5      | Polen           |
| 6      | Duitsland       |
| 7      | Oekraïne        |
| 8      | Noord-Macedonië |
| 9      | Rusland         |
| 10     | Nederland       |
| 11     | Roemenië        |
| 12     | Spanje          |

| Europees kampioen vrouwen 1998 · Noorwegen · 1e titel Selectie: Heidi Tjugum, Cecilie Leganger, Tonje Larsen, Kjersti Grini , Ann Cathrin Eriksen, Else-Marthe Sørli, Sahra Hausmann, Mia Hundvin, Mette Davidsen, Trine Haltvik, Janne Tuven, Elisabeth Hilmo, Camilla Carstens, Siv Heim Saebo, Jeanette Nilsen en Elise Alsand. · Bondscoach: Marit Breivik. |

### Onderscheidingen
All-Star Team
- Keeper:  Cecilie Leganger
- Rechterhoek:  Janne Kolling
- Rechteropbouw:  Kjersti Grini
- Middenopbouw:  Camilla Andersen
- Linkeropbouw:  Ausra Fridrikas
- Linkerhoek:  Sabina Soja
- Cirkelloper:  Tonje Kjærgaard